# Simulium cryophilum
Simulium cryophilum är en tvåvingeart som först beskrevs av Rubtsov 1959.  Simulium cryophilum ingår i släktet Simulium och familjen knott. Arten är reproducerande i Sverige. Inga underarter finns listade i Catalogue of Life.